# Fo(u)r YuU
『Fo(u)r YuU』（フォー・ユー）は、コスプレイヤー・声優・歌手であるLiyuuの1枚目のオリジナルアルバムで、2022年2月9日にLantisから発売された。

## 背景
コスプレイヤーや声優としても活動しているLiyuuの初となるアルバム。アルバムタイトルである『Fo(u)r YuU』は、『FOR YOU=あなたへ』という意味と、『Four』は4つのテーマ、『YuU』はLiyuuの『yuu』といった意味が込められており、『Kawaii』『CLUB』『ROCK』『Ballade』の4つのテーマで構成されたアルバムとなっている。
Liyuuは「私の今のいろんな姿を詰め込んだ作品となりました。どの曲も自分の気持ちを最大限に表現しています」とコメントしている。

## 制作
今作はシングル曲2曲と新曲8曲の全10曲から構成されており、初回限定豪華盤にはアルバムから先行配信された4曲のミュージックビデオとメイキング映像が収録されたBlu-ray、さらにフォトブックが同梱されている。

## 音楽性

### ルルカワイマ
この楽曲は『Kawaii』をテーマを基に制作され、2021年10月23日にアルバムに先行して音楽配信としてリリースされた。
Liyuuは「どうやったら完璧になれるのかを考えながら、小さなことにひとつひとつ悩む姿がすごくリアルだなって思いました」「女の子が聴くと、自分だけのファッションルール、出掛ける前の考えとか、すごく共鳴があるんですね」と語っている。
曲名の『ルルカワイマ』は『マイカワイイルール』のアナグラムである。

### Endless Vacation
この楽曲は『CLUB』をテーマを基に制作され、EDM調の楽曲となっている。2021年11月19日にアルバムに先行して音楽配信としてリリースされた
Liyuuは「これまでの私のイメージからはだいぶ変わっていますよね。ノリノリになれる曲を目指して作っていきました」と語っている。

### Ambition
この楽曲は『ROCK』をテーマを基に制作され、2021年12月25日にアルバムに先行して音楽配信としてリリースされた
Liyuuは「ボーカルがシャウトして、激しいギターが鳴っている強い音楽、というのが私なりのロックのイメージ。自分とはまったく違う世界の音楽という印象もありました。だから今回『どうやって歌えばいいんだろう』『どんな歌い方がマッチするんだろう』と、結構悩みました」「レコーディングは死にそうになりました。テンポについていきながら『時期尚早』とか『群雄割拠』とか、早口で日本語の歌詞をラップするのがとにかく難しかったし、地声とミックスがすごい速さで入れ替わるところがあるので、それをコントロールするのも大変でした。ライブで歌うのは大変そう」と語っている。

### Reply
この楽曲は『Ballade』をテーマを基に制作され、2022年1月23日にアルバムに先行して音楽配信としてリリースされた。
Liyuuは「すごくキレイなサウンドに、私のリアルすぎる思いが歌詞としてのっていたので最初はすごくビックリして、泣きそうになってしまうくらい感動しましたね」と語っている。

### 花鳥風月
シンガーソングライターの川嶋あいが楽曲を提供した。
Liyuuは「メロディがすごく優しい曲で、聞いているだけで癒されます。タイトルを見たときに『美しいな』と改めて思いました」と語っている。

## ミュージックビデオ
『Kawaii』『CLUB』『ROCK』『Ballade』4つの音楽的テーマとLiyuuサウンドをクロスオーバーした、ミュージックビデオが制作され、2021年10月23日に「ルルカワイマ」、11月19日に「Endless Vacation」、12月24日に「Ambition」、2022年1月22日「Reply」が、Lantisの公式Youtubeチャンネルに公開された。
Liyuuは「いろんな私が表現されているので、ぜひたくさん聴いてほしいです。自分が表現したいモノだけが詰まったアルバムになっているはずです」とコメントしている。

## プロモーション
初回特典として、特定の販売店で購入した場合は先着で各チェーン店ごとに、ブロマイドや缶バッジなどの特典が配布された。
今作のリリースを記念して行われるイベントが、オンラインで開催された。概要や日程は以下の通り。
| 日程          | 協賛企業       | 内容                                | 備考      |
| ------------- | -------------- | ----------------------------------- | --------- |
| 2022年1月22日 | リミスタ       | インターネットサイン会              | 20:00開始 |
| 2022年1月24日 | ソフマップ     | 無料配信ライブ & オンラインサイン会 | 19:00開始 |
| 2022年3月19日 | タワーレコード | 無料配信ライブ & オンラインサイン会 | 13:00開始 |
| 2022年3月19日 | アニメイト     | “1対1”オンラインおしゃべり会        | 16:00開始 |
| 2022年3月19日 | ゲーマーズ     | “1対1”オンラインおしゃべり会        | 17:30開始 |

## コンサート
このアルバムを引っさげて行われるソロコンサート『Liyuu First Concert 2022「Fo(u)r YuU」』が、2022年2月11日にパシフィコ横浜 国立大ホールで開催された。

## 収録曲
| #         | タイトル               | 作詞                | 作曲                    | 編曲                | 時間  |
| --------- | ---------------------- | ------------------- | ----------------------- | ------------------- | ----- |
| 1.        | 「Magic Words」        | MC TC               | TAKU INOUE              | TAKU INOUE          | 4:30  |
| 2.        | 「ルルカワイマ」       | 児玉雨子            | 5u5h1                   | 5u5h1               | 3:52  |
| 3.        | 「Endless Vacation」   | TeddyLoid, JUVENILE | TeddyLoid, JUVENILE     | TeddyLoid, JUVENILE | 3:17  |
| 4.        | 「めたもるふぉーぜ」   | Zinee               | JUVENILE                | JUVENILE            | 3:24  |
| 5.        | 「花鳥風月」           | 川嶋あい            | 川嶋あい                | JUVENILE            | 4:08  |
| 6.        | 「BLUE ROSE」          | Rei                 | Rei                     | JUVENILE            | 3:35  |
| 7.        | 「Ambition」           | Teje                | MEG, Teje               | MEG, Teje           | 3:55  |
| 8.        | 「カラフルホライズン」 | 稲葉エミ            | 白戸佑輔(Dream Monster) | アッシュ井上        | 4:21  |
| 9.        | 「カルペ・ディエム」   | 児玉雨子            | JUVENILE                | JUVENILE            | 3:29  |
| 10.       | 「Reply」              | 宮嶋淳子            | amazuti                 | amazuti             | 4:35  |
| 合計時間: | 合計時間:              | 合計時間:           | 合計時間:               | 合計時間:           | 39:06 |

| #  | タイトル                          | 作詞 | 作曲・編曲 |
| -- | --------------------------------- | ---- | ---------- |
| 1. | 「ルルカワイマ」(Music Video)     |      |            |
| 2. | 「Endless Vacation」(Music Video) |      |            |
| 3. | 「Ambition」(Music Video)         |      |            |
| 4. | 「Reply」(Music Video)            |      |            |
| 5. | 「Making of Music Video」         |      |            |

## タイアップ
| # | 曲名                 | タイアップ                                                      | 出典   |
| - | -------------------- | --------------------------------------------------------------- | ------ |
| 1 | 「Magic Words」      | テレビアニメ『はてな☆イリュージョン』オープニングテーマ         | [ 26 ] |
| 9 | 「カルペ・ディエム」 | テレビアニメ『100万の命の上に俺は立っている』エンディングテーマ | [ 27 ] |

## リリース日一覧
| 地域 | リリース日   | レーベル | 規格       | 規格品番   | 形態                                |
| ---- | ------------ | -------- | ---------- | ---------- | ----------------------------------- |
| 日本 | 2022年2月9日 | Lantis   | CD+Blu-ray | LACA-35934 | 初回限定豪華盤 別冊フォトブック付。 |
| 日本 | 2022年2月9日 | Lantis   | CD         | LACA-15934 | 通常盤                              |

## チャート
| チャート                                | 最高 順位 | 出典  |
| --------------------------------------- | --------- | ----- |
| 日本・オリコン 週間CDアルバムランキング | 15        | [ 1 ] |
| Billboard Japan Hot Albums              | 25        | [ 2 ] |
| Billboard JAPAN Top Albums Sales        | 20        | [ 3 ] |